# EchoStar 105/SES-11
EchoStar 105/SES-11 — геостационарный спутник связи, принадлежащий люксембургскому спутниковому оператору, компании SES. Спутник предназначен для предоставления телекоммуникационных услуг для Северной Америки (включая Аляску и Гавайи), Мексики и Карибских островов.
Спутник был совместно заказан компаниями SES и EchoStar у Airbus Defence and Space в сентябре 2014 года.
Аппарат построен на базе космической платформы Eurostar-E3000. Стартовая масса спутника составляет около 5200 кг. Производимая мощность в конце срока службы — 12 кВт. Будет использовать двигательную установку на двухкомпонентном химическом топливе для достижения точки стояния на геостационарной орбите и электрические (плазменные) двигатели для удержания позиции и маневрирования. Ожидаемый срок службы спутника — 15 лет.
На спутник установлено 24 транспондера Ku-диапазона, которые будут использоваться компанией EchoStar для замены мощностей спутника AMC-15, запущенного в 2004 году. Ещё 24 транспондера C-диапазона будут находиться в собственности компании SES для замены спутника AMC-18, который был запущен в 2006 году.
Спутник будет располагаться на орбитальной позиции 105° западной долготы.
В августе 2017 года было подтверждено, что запуск спутника EchoStar 105/SES-11 будет выполнен ракетой-носителем Falcon 9 с повторно используемой первой ступенью. Будет использована ступень B1031, вернувшаяся на площадку Посадочной зоны 1 в феврале 2017 года, после запуска грузового корабля Dragon в рамках миссии снабжения SpaceX CRS-10.
Запуск спутника выполнен 11 октября 2017 года в 22:53 UTC, со стартового комплекса LC-39A в Космическом центре имени Кеннеди. Первая ступень ракеты-носителя выполнила посадку на плавающую платформу «Of Course I Still Love You», расположенную в 636 км от места запуска.